# Resolució 988 del Consell de Seguretat de les Nacions Unides
La Resolució 988 del Consell de Seguretat de les Nacions Unides fou adoptada el 19 d'abril de 1995. Després de reafirmar les resolucions sobre la situació a l'antiga Iugoslàvia, en particular les resolucions 943 (1994) i 970 (1995), el Consell va prendre nota de les mesures adoptades per la República Federal de Iugoslàvia (Sèrbia i Montenegro) per mantenir el tancament de la frontera amb Bòsnia i Hercegovina i, per tant, estendre la suspensió parcial de sancions contra Sèrbia i Montenegro per uns altres 75 dies fins al 5 de juliol de 1995.
Tot i que la frontera va romandre tancada entre els dos països, el Consell va assenyalar que possiblement vols d'helicòpters havien creuat la frontera i que estava sent investigat per la missió de la Conferència Internacional sobre l'antiga Iugoslàvia (CIAI).
El Consell de Seguretat va confirmar mesures que en la Resolució 943 serien suspeses fins al 5 de juliol de 1995. No es permetria combustible addicional més enllà de les necessitats immediates per a un vol o un viatge de ferri llevat que fos autoritzat pel Comitè de la Resolució 724 (1992). Tots els països van ser cridats a respectar la sobirania, integritat territorial i fronteres internacional dels estats de la regió. Els Estats membres també eren necessaris per enfortir la missió de la CIAI aportant els recursos addicionals disponibles. Es va instar Sèrbia i Montenegro a cooperar amb la missió i en la investigació dels vols d'helicòpters, i a restaurar els enllaços de comunicació entre aquest i les zones de Bòsnia i Hercegovina sota control serbobosnià.
Es va instar la Comissió a donar prioritat a les sol·licituds d'assistència humanitària. Es va demanar al secretari general Boutros Boutros-Ghali que informés cada 30 dies sobre assumptes relacionats amb el tancament de la frontera i totes les resolucions pertinents que s'estaven aplicant. Si no s'estan aplicant, la suspensió es donaria per acabada el cinquè dia hàbil després de l'informe del Secretari General.
La Resolució 988 va ser aprovada per 13 vots a favor, cap en contra i 2 abstencions de la República Popular de la Xina i Rússia.